# Hugo Holmquist
Hugo Emil Ossian Holmquist, född 29 januari 1882 i Malmö, död 20 juli 1960 i Engelbrekts församling i Stockholm, var en svensk militär.
Holmquist blev underlöjtnant vid Göta livgarde 1904 och genomgick Krigshögskolan 1913–1915. Han blev kapten 1917, övergick 1918 i reservstat, blev major i armén 1931 och överstelöjtnant 1940. Holmquist utförde ett viktigt arbete för landstormsrörelsen och var 1925–1944 generalsekreterare i Sveriges landstormsföreningars centralförbund och dess överstyrelse, från 1943 omorganiserat till Centralförbundet för befälsutbildning. Holmquist blev riddare av Svärdsorden 1928, av Vasaorden 1930 och av Nordstjärneorden 1937 samt kommendör av andra klassen av Vasaorden 1945.
Hugo Holmquist var son till Fredrik Holmquist och bror till Ivar och Erik Holmquist. Han var gift med Gerda Charlotta Margareta Wannberg, född 1884 i Hedvig Eleonora församling i Stockholm, död 1975 i Engelbrekts församling i Stockholm, dotter till grosshandlare Axel Ferdinand Wannberg och Selma Gustafva Weinberg. Han är begraven på Norra begravningsplatsen utanför Stockholm.